# Niigata-Chūetsu-Küstenerdbeben 2007

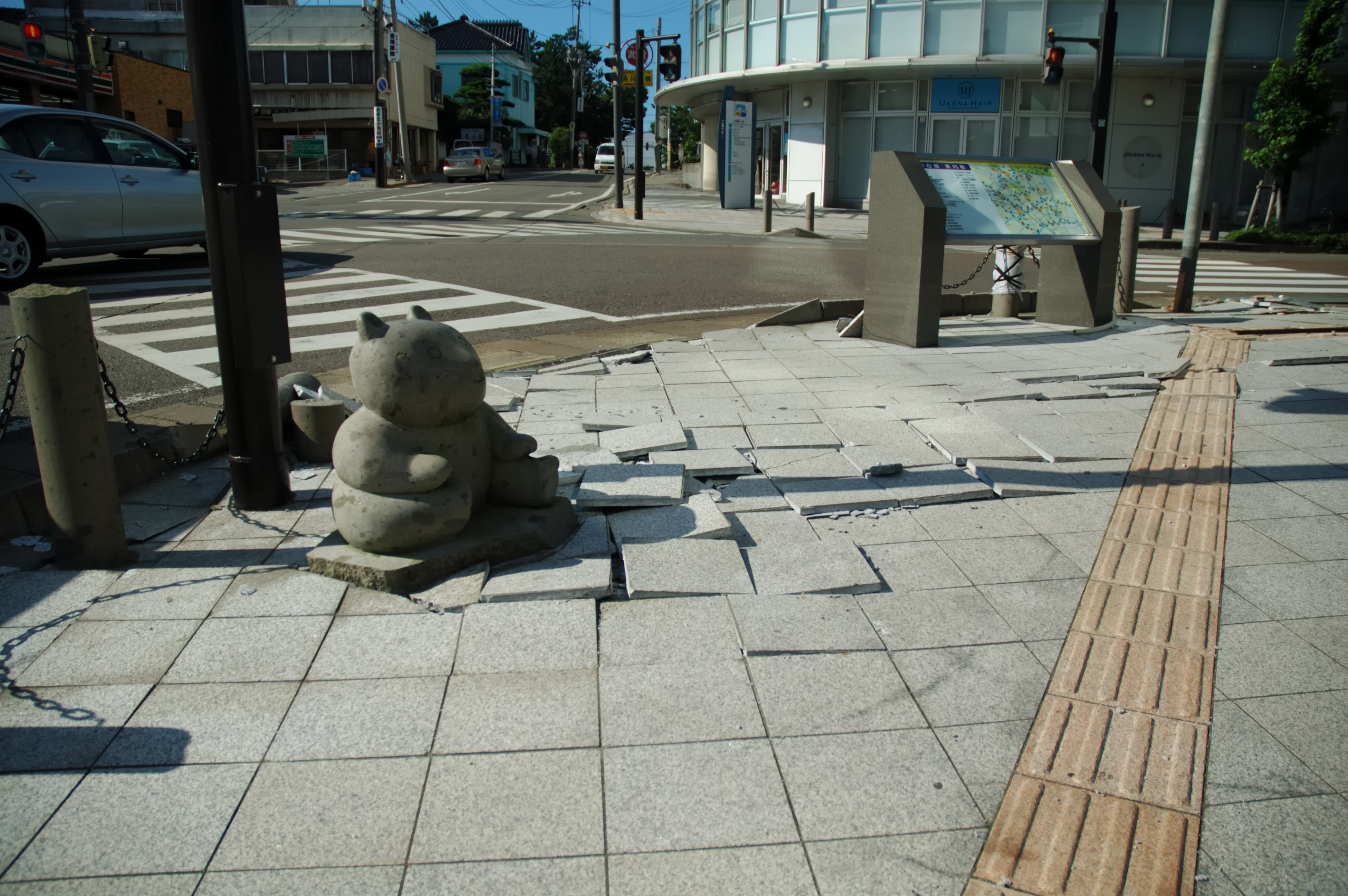
Beschädigter Gehweg in Kashiwazaki

Das Niigata-Chūetsu-Küstenerdbeben 2007 (jap. 新潟県中越沖地震, Niigata-ken chūetsu oki jishin; wörtlich „Präfektur-Niigata-Chūetsu-Küstenerdbeben“; englisch „Niigata-Chūetsu Oki Earthquake“) war ein starkes Erdbeben mit der Momenten-Magnitude MW=6,6 und ereignete sich am 16. Juli 2007 um 10:13 Uhr Ortszeit im Nordwesten der Präfektur Niigata vor der Westküste Japans. Das Beben erschütterte Niigata und die umliegenden Präfekturen. Kashiwazaki, Iizuna und Kariwa verzeichneten die höchste seismische Intensität auf der japanischen Shindo-Skala, aber das Beben war auch in Tokio zu spüren. Elf Personen wurden getötet und annähernd zweitausend weitere verletzt.

## Folgen
Durch das Beben wurden meist aus Holzkonstruktionen bestehende Gebäude vernichtet. Straßen rissen auf und Erdrutsche machten einige Straßenverbindungen und Eisenbahnstrecken unpassierbar. Diese Erdrutsche konzentrierten sich hauptsächlich auf das Gebiet etwa 10 km nordöstlich von Kashiwazaki und etwa 7 km östlich des Kernkraftwerkes. Die ins Rutschen geratenen Erdschichten waren im Allgemeinen zwischen einem halben Meter und fünf Metern mächtig. Zu den wichtigsten Infrastrukturelementen, die davon betroffen waren, gehören die Küstenstraße nördlich des Kernkraftwerkes Kashiwazaki-Kariwa, die Eisenbahn südlich von Kashiwazaki und der Bahnhof Ōmigawa an der Shin’etsu-Linie. Die Nationalstraße 8 wurde nördlich der Kreuzung mit der Nationalstraße 252 zerstört, an einer Stelle, die etwa 10 km von der Küstenlinie entfernt liegt. Bei diesem Erdrutsch, bei dem etwa 150.000 Kubikmeter Material verschoben wurden, waren die Erdmassen bis in eine Tiefe von zwischen sechs und elf Metern verrutscht. Straßen wurden durch das Beben zwischen zehn Zentimetern und einem Meter in der Höhe versetzt und dadurch teilweise unpassierbar. Durch das Beben wurden elf Personen getötet und 1957 verletzt. 1096 Gebäude stürzten vollständig und 2679 teilweise ein, weitere 27.807 Gebäude wurden sonst beschädigt. Vereinzelt traten Beschädigungen an Hafenanlagen und Bauten zum Küstenschutz auf.

## Reaktionen und Hilfe
Der japanische Premierminister Shinzo Abe unterbrach eine Wahlkampfreise im Süden Japans, um Kashiwazaki zu besuchen und versprach „alle Anstrengungen bei den Rettungsarbeiten zu unternehmen und auch die Gas- und Elektrizitätsversorgung wiederherzustellen“.
Das Erdbeben ereignete sich an einem japanischen Feiertag. Durch den Premierminister wurde das Erdbeben schnell zu einem „schweren Katastrophenfall“ erklärt, wodurch 80 % der Kosten für Rettung und Wiederherstellung der Infrastruktur der betroffenen Regionalregierung durch die landesweiten Staatshaushalt ersetzt werden. Da sich diese Katastrophe nur zwei Wochen vor der Sangiin-Wahl 2007 ereignete, zeigte das Kabinett eine rege Präsenz vor Ort. Unmittelbar nach dem Beben waren für 11.000 Evakuierte Notunterkünfte in Grund- und Mittelschulen bereitgestellt worden, die Stromversorgung war innerhalb von drei Tagen weitgehend wiederhergestellt, sodass viele Evakuierte in ihre unbeschädigten Häuser zurückkehren konnten. Sie waren allerdings auf die Gewähr von Nahrungsmitteln und Trinkwasser angewiesen, da das Versorgungsnetz für Wasser und Gas vielerorts außer Betrieb war. Bis zum 30. Juli 2007 konnten in Kashiwazaki und der näheren Umgebung die Wasserversorgung für 95 % der Haushalte wieder in Betrieb genommen werden, aber nur für 15 % der Haushalte konnte bis zu diesem Zeitpunkt die Gasversorgung wiederhergestellt werden.
Durch Experten wurden in der ersten Woche nach dem Beben in dem betroffenen Gebiet die Häuser daraufhin untersucht, ob deren Statik den Bewohnern eine sichere Rückkehr ermöglichte. Mit dieser Überprüfung wurde auch eine Einschätzung der durch das Erdbeben verursachten Schäden verbunden. Am 23. Juli stellt der Präfekt von Niigata fest, dass der Gesamtschaden des Bebens sich auf rund 3 Billionen Yen beläuft, wobei rund 880 Milliarden Yen auf indirekte Kosten entfallen, die mit dem Produktionsausfall im Kernkraftwerk Kashiwazaki, den Einbußen im Fremdenverkehr und anderen wirtschaftlichen Folgen zusammenhängen.

## Tektonische Bewertung

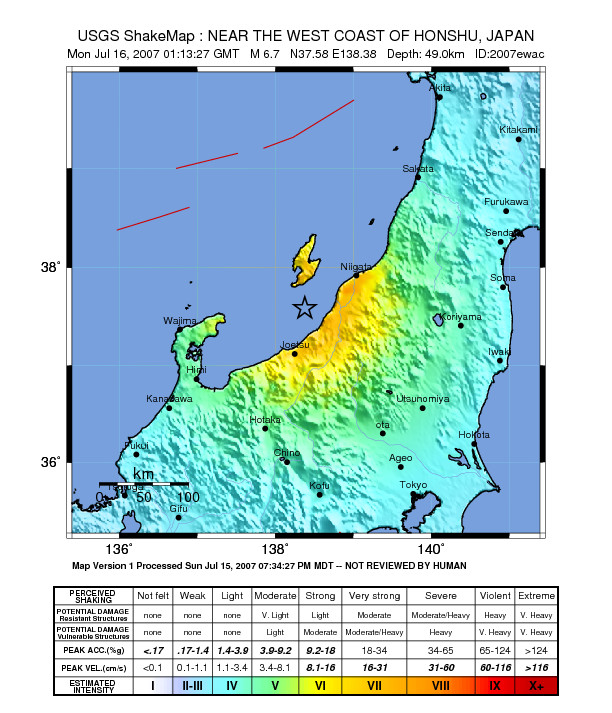
Epizentrum des Bebens vom 16. Juli 2007

Das Erdbeben mit der Magnitude 6,6 hatte sein Epizentrum westlich der Küste von Honshū, Japan, in einer Kompressionszone, die im Grenzbereich der Amurplatte und der Ochotsk-Platte liegt. (Es ist umstritten, ob diese beiden Mikroplatten eigenständig sind oder Teil der eurasischen beziehungsweise pazifischen Platte sind.) In diesem Bereich schiebt sich die Ochotskische Platte mit einer Geschwindigkeit von neun Millimetern jährlich in westnordwestlicher Richtung gegen die Amur-Platte. Die beiden Platten haben relativ kleinräumige Ausdehnungen und liegen zwischen der eurasischen Platte und der pazifischen Platte. Die pazifische Platte schiebt sich mit über 90 mm jährlich gegen die eurasische Platte. Diese relative Bewegung spielt sich hauptsächlich etwa 400 km ostsüdöstlich des Epizentrums des Erdbebens ab, wo die pazifische Platte unter die Ochotskische Platte abtaucht (Subduktion).
Dem flachen Erdkrustenbeben folgte 13 Stunden später ein in der Tiefe gelegenes Beben. Dieses Erdbeben mit einer Momenten-Magnitude von MW=6,8 ereignete sich 330 km weiter westlich, in 350 km Tiefe unter dem Japanischen Meer. Die beiden Erdbeben wurden durch zwei unterschiedliche Mechanismen ausgelöst. Das erste Erdbeben war durch eine Deformation der Erdkruste im Bereich der Ochotskische Platte verursacht, während das zweite wahrscheinlich durch ein Knicken der abtauchenden pazifischen Platte ausgelöst wurde. Auf Grund der unterschiedlichen Mechanismen und der räumlichen Entfernung, ist davon auszugehen, dass es sich hierbei nicht um ein Nachbeben handelt.
Flache Erdbeben verursachen meist größere Schäden, als solche, die sich in großer Tiefe ereignen, weil die Energie der flachen Erdbeben in einer geringeren Entfernung zur Oberfläche stattfinden. Dadurch werden stärkere Oberflächenwellen angeregt, die letztlich für die Schadenswirkung von Erdbeben verantwortlich sind.
Zwei Tage nach dem ursprünglichen Erdbeben wurde ein stärkeres Nachbeben registriert, das auf der Shindo-Skala in Izumozaki, Präfektur Niigata den Wert 4 erreichte.

## Auswirkungen auf die Kraftfahrzeugproduktion
Toyota musste die Produktion in allen seinen Fabriken anhalten, weil ein Werk für Einzelteile in Kashiwazaki von dem Erdbeben beschädigt worden war. Auch Nissan musste zwei Fabriken stilllegen.
Die Produktion wurde in den Werken von Toyota, Mazda und Honda am 25. Juli wieder aufgenommen, nachdem beschädigte Einrichtungen, sowie die Wasser- und Gasversorgung in der Region wieder instand gesetzt worden waren. Nach Schätzungen belief sich der Produktionsausfall bei Toyota auf zwischen 46.000 und 55.000 Fahrzeuge, bei Nissan handelte es sich um 12.000 Autos. Sonderschichten wurden geplant, um den Verlust auszugleichen.

## Störfälle im Kernkraftwerk Kashiwazaki-Kariwa
In einer Transformatorstation des Kernkraftwerkes Kashiwazaki-Kariwa brach durch das Beben ein Feuer aus, das nach zwei Stunden gelöscht wurde. Das Beben verursacht außerdem ein Leck in einem Wasserkreislauf und deswegen trat eine geringe Menge radioaktiven Materials ins Meer aus, aber nach Behördenangaben bestand dadurch keine Gefahr für die Umwelt. Das Kraftwerk, eines der leistungsstärksten der Welt, wurde dennoch auf Anweisung der japanischen Regierung für zwei Jahre abgeschaltet, bis die Sicherheitsuntersuchungen im Mai 2009 abgeschlossen waren. Die Internationale Atomenergiebehörde (IAEO) hat Experten angeboten, was von der japanischen Regierung zunächst als nicht erforderlich bezeichnet wurde. Später stimmte die Regierung auf Wunsch der Präfektur Niigata jedoch zu, da diese Zweifel in der Öffentlichkeit über die Sicherheit des Kernreaktors dadurch ausräumen will.
Die Beschleunigung durch das Beben an den Fundamenten der sieben Reaktoren, die über eine Strecke von 1700 Metern verteilt sind, betrug bis zu 0,69 g. Es wurden Beschleunigungswerte zwischen 388 und 867 cm/s² gemessen. Die Fundamente der  Reaktoren liegen zwischen 45 und 26 Metern unter der Bodenoberfläche.